# Tigridia violacea
Tigridia violacea là một loài thực vật có hoa trong họ Diên vĩ. Loài này được Schiede ex Schltdl. miêu tả khoa học đầu tiên năm 1838.